# Veronica Thörnroos
Veronica Thörnroos, finska političarka, * 16. junij 1962
Trenutno je premierka Ålanda, funkcijo je prevzela 25. novembra 2019.

## Politične funkcije
- Premierka Ålanda, vlada Ålandskih otokov 2019– danes
- Poslanka Ålandskih otokov 2003–2009 in 2015–2019
- Ministrica za infrastrukturo, vlada Alandskih otokov 2009–2015
- Predsednica stranke Åländska Centern 2007–2010 in 2017 – danes